# Juan Palomares
Juan (de) Palomares (Séville, c. 1585 - Madrid, c. 1640) est un guitariste et compositeur espagnol.

## Biographie
Il collabore avec les grands dramaturges de son époque et met en musique quelques passages lyriques de La Dorotea et letrillas de Lope de Vega (1633). Ses compositions et chansons, appelés tonos dans la langue de l'époque, figurent dans le Cancionero de Turin, composé d'un total de 46 œuvres, la plupart anonymes, écrites à deux et trois voix (seule une étant à quatre) ; deux des pièces sont de Palomares (En el campo florido et Sobre moradas violetas). Elles se trouvent également dans le Cancionero de la Sablonara (Munich, Bibliothèque d'État de Bavière, éd. par Jesús Aroca, Madrid, 1916) et dans les Tonos castellanos, collection de la Bibliothèque des Ducs de Medinaceli. Dans celui de Turin et celui de la Sablonara figure une pièce commune, Sobre moradas violetas, de Palomares. Lope de Vega était son ami, puisqu'il le loue dans La Dorotea (V, 9).
Juan de Palomares et Juan Blas de Castro étaient ainsi considérés en 1633 comme les plus fameux compositeurs de tonos de l'époque ; Lope dédie à Palomares une épitaphe en deux quatrains de la seconde partie des Rimas (1604), donc il devait déjà être mort à cette date, bien que quelques-uns prolongent sa vie jusqu'en 1640 ; il ne faut pas oublier que La Dorotea narre les faits de jeunesse de Lope et il le mentionne également comme défunt dans la comédie de La bella malmaridada, datée de 1596 et  imprimée en 1610,. De même, les deux compositeurs sont loués par Lope dans La Filomena, et il y a des références aux deux compositeurs dans la Jerusalén conquistada, où il est dit que Palomares est mort très jeune ; déjà El acero de Madrid évoque seulement Blas de Castro, qui a dû survivre longtemps à Palomares et le remplacer dans la mise en musique des tonos et letrillas de Lope et composer la musique pour ses comédies,. De plus, des compositions de Palomares figurent dans les trois tomes manuscrits de Romances y letras de a tres voces de la Bibliothèque Nationale.